# 英華街
英華街（英語：Ying Wa Street）是香港九龍的道路之一，北接發祥街西，南連東京街西，貫通該處的三間學校。
英華街以坐落該處的英華書院及英華小學命名。

## 沿線建築物

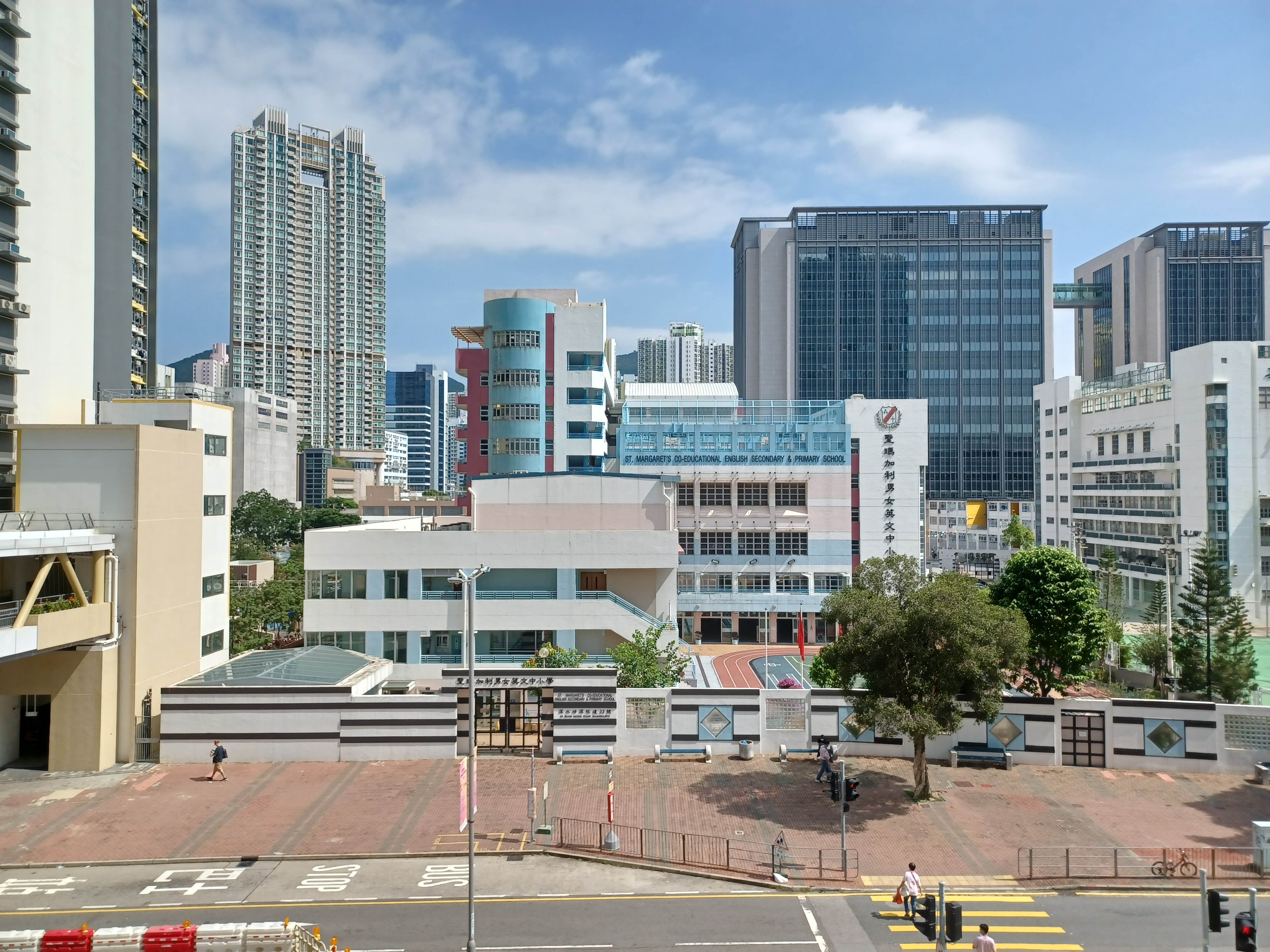
海達邨望向聖瑪加利男女英文中小學校舍

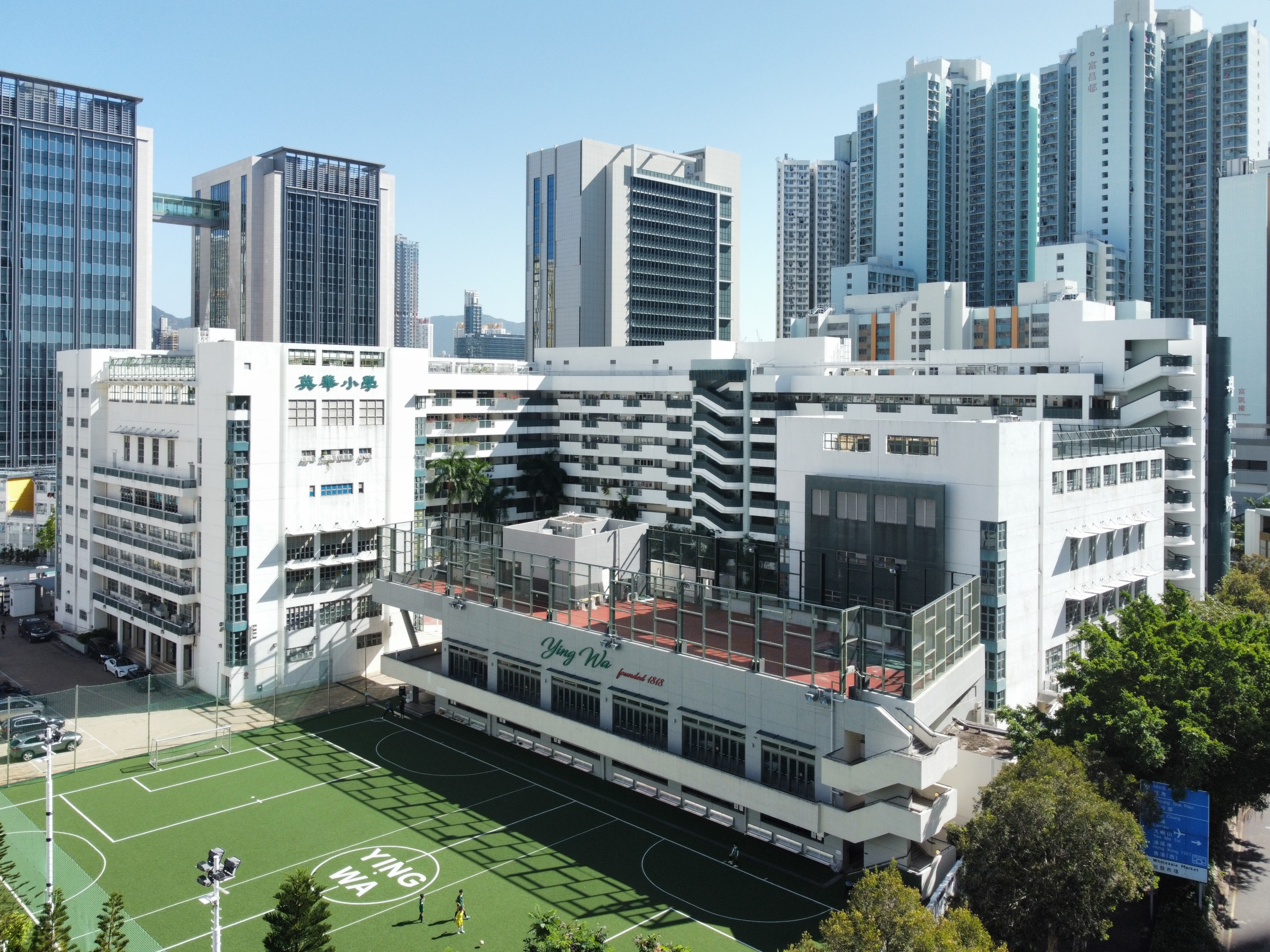
海達邨望向英華小學與英華書院校舍

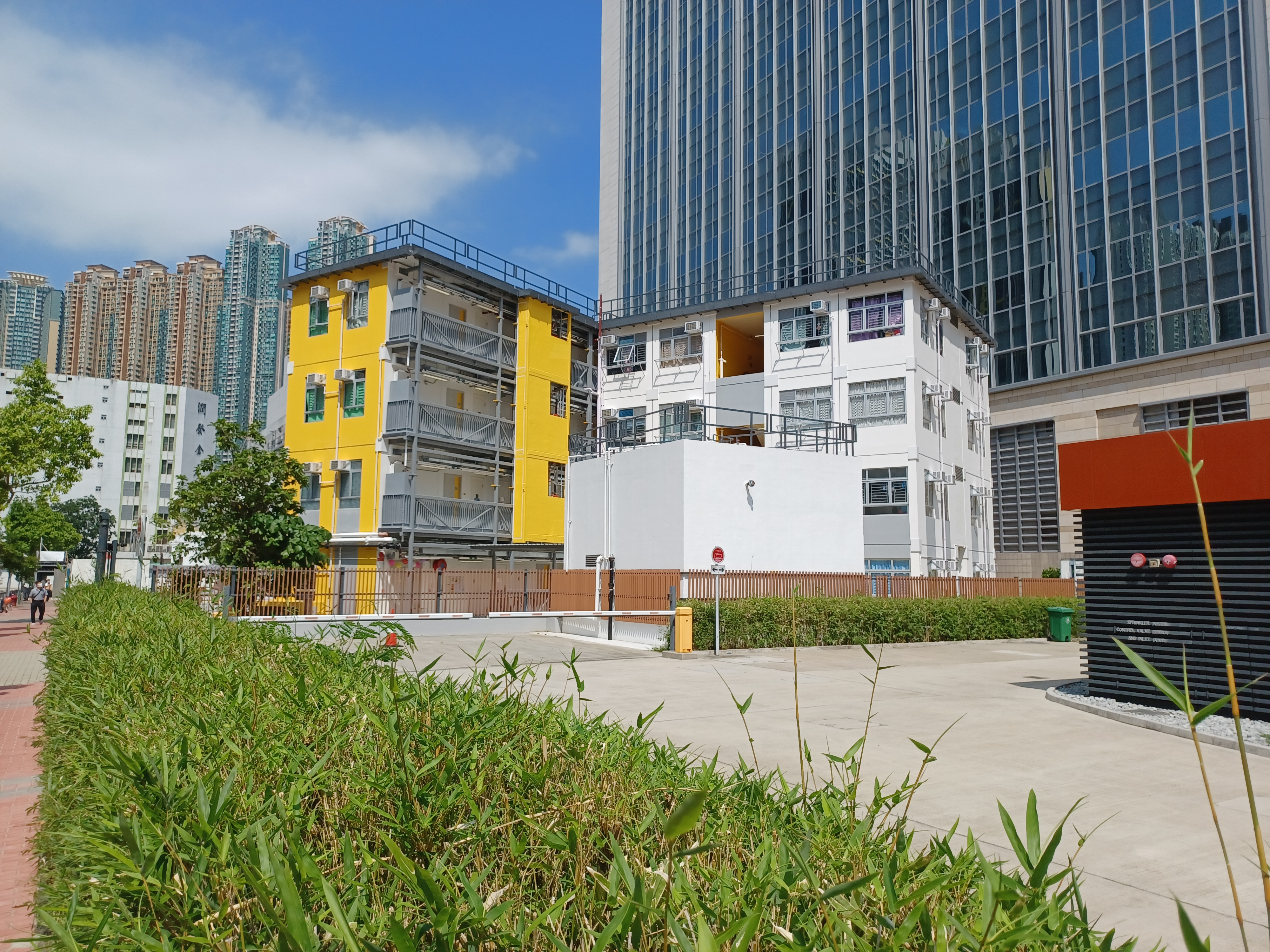
英華街組合屋「喜信」

- 英華書院
- 英華小學
- 聖瑪加利男女英文中小學
- 西九龍裁判法院綜合調解辦事處（西九龍）
- 凱德苑
- 過渡屋項目喜信[1]

## 外部連結
- 英華街於2003年2月7日命名 （页面存档备份，存于）